# Agrilus agnatus
Agrilus agnatus (лат.) — вид узкотелых жуков-златок.

## Распространение
Вьетнам, Китай, Таиланд.

## Описание
Длина тела взрослых насекомых (имаго) 10,0—13,0 мм. Отличаются выпуклым вертексом и заострёнными вершинами надкрылий. Бока пронотума с беловатым опушением. Тело узкое, основная окраска со спинной стороны тёмно-бронзовая с зеленоватым отблеском. Переднегрудь с воротничком. Боковой край переднеспинки цельный, гладкий. Глаза крупные, почти соприкасаются с переднеспинкой. Личинки развиваются на различных лиственных деревьях. Встречаются с апреля по июнь на высотах от 800 до 2500 м. Валидный статус был подтверждён в ходе ревизии, проведённой в 2011 году канадскими колеоптерологами Эдвардом Йендеком (Eduard Jendek) и Василием Гребенниковым (Оттава, Канада).